# Kurt Merländer
Kurt Merländer (geboren 15. April 1898 in Berlin; gestorben 31. Mai 1980 in Burbank (Los Angeles County)) war ein deutsch-US-amerikanischer Wirtschaftsjurist und Buchantiquar.

## Leben
Kurt Merländer war der Sohn des Handelsvertreters Carl Samuel Meerländer und der Rosa Moskovitz. Sein Onkel war der Krefelder Textilunternehmer Richard Merländer. Er besuchte das Werner-Siemens-Realgymnasium in Berlin und studierte ab 1916 Jura in Breslau. Zum Wehrdienst im Ersten Weltkrieg war er als Student nicht verpflichtet. 1922 wurde er in Breslau promoviert. Er fand 1922 eine Stelle als Wirtschaftsjurist in der Metallfirma Norbert Levy. 1923 heiratete er Susanne (Suzette) Lessner (1899–1985), sie hatten ein Kind. Im Jahr 1924 arbeitete er als Redakteur im Pressedienst des Verlegers Rudolf Dammert. 1925 wurde er Privatsekretär des Generaldirektors des Druckerei-Konzerns A. Seydel, der 1924 Gründungsmitglied und Kapitalgeber der Deutschen Buch-Gemeinschaft war. Merländer erhielt Prokura in mehreren Konzerngesellschaften, beteiligte sich aber auch vereinzelt als Lektor an Buchgemeinschaftsproduktionen, so als Übersetzer an einer abgespeckten Ausgabe von Walter Scotts Roman Ivanhoe (1930).
Mit der Machtübergabe an die Nationalsozialisten 1933 kam das jüdische Unternehmen Seydel unter politischen und wirtschaftlichen Druck, Merländer wurde arbeitslos und musste seine großbürgerliche Wohnung aufgeben. 1934 emigrierte die Familie nach Spanien, wo sie sich im aufkommenden Mittelmeertourismus eine wirtschaftliche Existenz als Hoteliers erhofften. Der Franco-Putsch 1936 und der Bürgerkrieg in Spanien setzten dem Projekt ein baldiges Ende. Der 1925 geborene Sohn René besuchte in den nächsten Jahren das Internat Mill Hill School in England, Merländer ging 1936 nach Capri ins faschistische Italien und erreichte 1937 die USA und ging an die Westküste, Suzette gelangte 1939 aus Europa nach New York, die Ehe wurde 1939 in Reno geschieden. Der Sohn René verließ 1941 vorzeitig die Schule und arbeitete in der britischen Rüstungsindustrie, nach Kriegsende kam er in die USA und studierte in Los Angeles Politische Wissenschaften, er arbeitete später als Journalist und in der Werbeindustrie.
Kurt Merländer war in den USA als 40-jähriger deutscher Jurist trotz seiner Sprachkenntnisse ohne Beschäftigungschancen. Er arbeitete zunächst im Stanley Rose Bookshop und auch für den Buchhändler Jacob Zeitlin, machte sich dann als Buchantiquar unter seiner Privatadresse selbständig. Er brachte einmal im Jahr einen Verkaufskatalog heraus, mit den Schwerpunkten Hispanica und deutschsprachige Literatur, daneben auch Musikliteratur. Nach seinem Tod wurde der Buchbestand von Theodore Front übernommen.

## Schriften
- Die rechtliche Stellung des von der Geschäftsführung ausgeschlossenen Mitgliedes einer offenen Handelsgesellschaft. Dissertation Breslau 1922 (gedruckt nur zweiseitiger Auszug Berlin 1922).